# Сахаров, Гавриил Петрович
Гавриил Петрович Са́харов (1873—1953) — русский советский врач, патофизиолог, иммунолог, эндокринолог; профессор, доктор медицинских наук. 

## Биография
Родился 11 (23) марта 1873 года в семье потомственного почётного гражданина, священника Петра Николаевича Сахарова (1846—1912), протоиерея (с 1892) и настоятеля московского храма Воскресения Христова в Монетчиках; мать — Елизавета Гавриловна Сахарова (урождённая Сретенская; 1853—1876). В церковной ведомости за 1904 год упомянуты два его сына: Петр, 33 года, священник и Гавриил, 32 года, врач при клиниках Московского университета. Брат, Пётр Петрович Сахаров (1872—1944), был последним настоятелем храма Покрова (Василия Блаженного) на Красной площади (1923—1929), затем — настоятель храма Иоанна Воина на Якиманке. 
Окончил 6-ю московскую гимназию (1892) и медицинский факультет Московского университета (1899) со степенью лекаря и званием уездного врача. Ученик А. Б. Фохта. Совершенствовался за границей, в медицинских институтах Германии.
Работал в Московском университете ассистентом (с 1901), прозектором (с 1908) при кафедре общей патологии медицинского факультета. В 1908 году защитил докторскую диссертацию «О значении возраста в борьбе организма с инфекцией» (М.: тип. т-ва И. Д. Сытина, 1908. — [2], XV, 565, [2] с.). В 1910 году занял место профессора общей патологии в Варшавском университете. В 1914 году перешёл в Московский университет на должность ординарного профессора по кафедре общей патологии медицинского факультета.
Гавриил Петрович был прихожанином храма Василия Блаженного, где служил его брат. В анкете прихожанина в 1923 году был указан его адрес проживания — Крестовоздвиженский переулок, д. 2 кв. 22.
После революции был профессором 1-го МГУ, до 1929 года преподавал на медицинском факультете МГУ.

«Профессор Гавриил Петрович Сахаров по общей патологии читал об иммунных телах так, точно он их ощупывал или видел. Он был учеником Эрлиха, говорил заикаясь, но четко и интересно. Временами Сахаров прибегал к шуткам, чтобы снять неизбежное утомление аудитории. Иногда эти шутки были вызывающими. Например, демонстрируя так называемую висячую каплю с кишечной палочкой (B. Coli Communis), он шутил: „Передаю вам по рядам висячего Колю-коммуниста“. Студенты, в том числе большевики, смеялись, не обращая внимания на выходки уважаемого профессора, кстати, холостяка и церковного старосты.», — вспоминал тогдашний студент А. Л. Мясников.

Одновременно, был в 1919—1924 гг. профессором кафедры общей патологии в Московском государственном медицинском институте, а в 1921—1925 гг. — в Медико-педологическом институте. Заведовал кафедрой патологической физиологии в Московском зооветеринарном институте (1926—1937). Директор Московского института экспериментальной эндокринологии (1929) и научный руководитель, организованной здесь в 1929 году, Лаборатории экспериментальной терапии — возглавлял работы по изысканию методов лечения тяжёлых болезней (шизофрения, прогрессивный паралич, рак).
В 1933—1950 годах работал на кафедре патологической физиологии во 2-м Московском государственном медицинском институте. Также с 1934 года он был заведующим кафедрой патологической физиологии Сокольнического медвуза Мосгорздравотдела (позднее — 3-го Московского медицинского института).
В 1934 году был удостоен степени доктора ветеринарных наук honoris causa, а в 1935 переутверждён в степень доктора медицинских наук. С 1937 года — профессор Московского военно-ветеринарного института.
Член многих учёных обществ, первый председатель Московского общества патофизиологов (с 1945). Заслуженный деятель науки РСФСР (1936).
Умер в Москве 6 декабря 1953 года. Похоронен на Даниловском кладбище; там же похоронены брат Петр Петрович, дед, Гавриил Григорьевич Сретенский и племянник, Петр Петрович; отец же был погребён в Даниловом монастыре.

## Научные исследования
Автор свыше 150 научных работ по аллергологии, иммунологии, онкологии, эндокринологии, наследственной патологии и конституции человека. Показал роль возрастного фактора в развитии иммунологических процессов. Установил роль нервно-рецепторных механизмов в развитии иммунитета. В 1905 году в эксперименте на морских свинках установил явление сывороточной анафилаксии. Описал тканевое изменение при гиперергическом воспалении. 